# أرخبيل كراكاتوا
أرخبيل كراكاتوا أو جزر كراكاتوا هو أرخبيل صغير غير مأهول السكان، يتكون من الجزر البركانية التي شكلتها ستراتوكا بركان كراكاتوا. تقع في مضيق سوندا، وتقع بين جزيرتي جاوة وسومطرة. اعتبارًا من عام 2018، يتكون الأرخبيل من أربع جزر رئيسية: فيرلاتين (تُعرف أيضًا باسم سيرتونغ)، ولانغ (المعروفة أيضًا باسم راكاتا كسيل أوبانجانغ)، واكاتا، وجزيرة أناك كراكاتوا النشطة حاليًا. تشكل الجزر معًا جزءًا من نظام القوس الإندونيسي للجزر، والذي تم إنشاؤه بواسطة الانحدار الشمالي الشرقي للوحة الهندية الأسترالية. كجزء من النظام البركاني الديناميكي تم إعادة تشكيل الجزر باستمرار عبر التاريخ المسجل، وعلى الأخص في ثوران عام 1883 في كركواتا.
من الناحية السياسية يقع أرخبيل كراكاتو بالكامل داخل مقاطعة لامبونج في إندونيسيا، ويشكل جزءًا من منتزه أوجونغ كولون الوطني.

## جيولوجيا
كراكاتوا هي بركان طبقي نشط يقع في إندونيسيا، ويتمدد على الحافة الغربية أقصى من المحيط الهادئ حلقة النار. تعد كركواتا بركانًا قويًا بصورة ملحوظة، حيث كان ثوران 1883 أحد أكثر الأحداث البركانية دموية والأكثر تدميرا في التاريخ المسجل.

## الجغرافيا

### الجزر الحالية
- فيرلاتين (تُعرف أيضًا باسم سيرتونغ: هي جزيرة منخفضة إلى حد ما مع تلة في الوسط. بخلاف بعض الانهيارات الطفيفة في الجنوب الشرقي (الأقرب إلى جزيرة كراكاتوا الرئيسية)، عانت فيرلاتين من أضرار طفيفة في ثوران عام 1883. وبدلاً من ذلك نمت المنطقة 3 مرات تقريبًا بسبب سقوط الخفاف، على الرغم من تآكل معظم المكاسب بسرعة. بعد ثوران عام 1883 طورت فيرلاتين مساحة منخفضة من الأرض إلى الشمال الشرقي مع بحيرة مالحة بالقرب من النهاية. أصبحت هذه البحيرة ملاذا للطيور المائية، ولكن منذ ذلك الحين انتهكت بسبب تآكل الموجة.
- جزيرة لانغ (تُعرف أيضًا باسم راكاتا كسيل أوبانجانغ)، على العكس من الجزيرة الآولى، فإن جزيرة لانغ هي تلال شديدة التحدر. عانت قليلا في ثورة 1883، نمت بالفعل في المنطقة من سقوط الخفاف الهائل، على الرغم من أن معظم المساحة الإضافية قد جرفت في غضون عدة سنوات.
- راكاتا (ويعرف أيضًا باسم كركواتا الكبرى): جزيرة يبلغ ارتفاعها 813 مترًا (2,667 قدمًا)، وكان أكبر وأقصى جنوب ثلاثة براكين تشكلت جزيرة «كراكاتوا» المدمرة الآن (والآخران هما دانان وبيربويواتان) والوحيد الذي لم يتم طمسه تمامًا في ثوران عام 1883. ومع ذلك فقدت راكاتا النصف الشمالي في هذا الثوران، وبقي فيها النصف الجنوبي فقط. الجرف المكشوف ملفت للنظر بصريا، جزئيا من سد كبير مكشوف ينتهي بثق عدسي كبير في منتصف الهاوية العمودية تقريبا. تم تسمية الميزة «عين كراكاتوا».
- جزيرة أناك كراكاتوا: بعد ثوران عام 1883 كانت قبة الحمم البركانية كراكاتوا بالكامل تحت سطح المحيط. ومع ذلك ففي ديسمبر 1927 أدى ثوران إلى تشكل جزيرة جديدة ارتفعت فوق خط المياه. كانت الانفجارات في البداية من الخفاف والرماد، وتلك الجزيرة والجزيرتان اللتان تلاهما تآكلتا بسرعة عن طريق البحر. في نهاية المطاف قامت جزيرة رابعة تدعى أناك كراكاتوا (وتعني «طفل كراكاتوا» بالملايو والإندونيسية) كسر المياه في أغسطس 1930، وأنتجت تدفقات الحمم البركانية بسرعة أكبر من الموجات التي يمكن أن تؤدي إلى تآكلها.

### الجزر السابقة
- بولش هود: (تعني بالهولندية: «القبعة البولندية»): جزيرة صخرية صغيرة سابقة بين جزيرة كراكاتوا وجزيرة لانج، التي دمرت في ثورة 1883. يبدو أن الاسم مشتق من مظهره من البحر: نقطة بزاوية حادة، على غرار القبعات القديمة التي يرتديها البولنديون.
- كالمير (مكتوبة أحيانًا كالميجر): جزيرة سابقة تم تكونها من المنتجات البركانية التي اندلعت في عام 1883 من ثوران كراكاتوا، في قناة سبيسي بين جزيرة كراكاتوا وسيبيسي والتي كانت منطقة ضحلة إلى حد ما (حوالي 20 مترًا قبل اندلاع البركان). كانت كراكاتوا أعلى إلى حد ما من سيبيسي، في حوالي 6.5 متر في أعلى بقعة. الاثنتان تآكلت بسرعة بسبب موجة الأمواج، كانت كالمير قد انقسمت إلى حوالي نصف دزينة من الجزر الصغيرة بحلول وقت زيارة روجير فيربيك في أكتوبر 1883، وذهب في غضون عامين. لا تزال تحمل المنطقة نفس الأسماء.
- ستيرز: جزيرة سابقة تم تكونها من المنتجات البركانية التي اندلعت في عام 1883 من ثوران كراكاتوا، في قناة سيبيسي بين جزيرة كراكاتوا وسيبيسي. كان ستيرز أكبر بقليل من الجزيرتين الأخريتين، لكنها لم تكن بأكثر من 3 أمتار فوق الخط المائي. سرعان ما تآكلت بسبب موجة الأمواج، واختفت في غضون عامين.لا تزال تحمل المنطقة نفس الأسماء.